# Brana Usoi
Brana Usoi prirodna je brana od klizišta duž rijeke Murghab u Tadžikistanu. Sa 567 metara visine, to je najviša brana na svijetu, prirodna ili umjetna. Brana je nastala 18. veljače 1911., kada je potres od 7,4 ms u Sarezu izazvao veliko klizište koje je blokiralo tok rijeke.
Brana se sastoji od otprilike 2 km3 od stijene izbačene iz strmo nagnute riječne doline Murghaba, koja od istoka prema zapadu presijeca visoke i grube planine Pamir. Ime je dobio po selu Usoi koje je u potpunosti zatrpano klizištem 1911. godine. Brana se diže na visinu od 500 to 700 metara od izvornog dna doline.
Bazen formiran branom Usoi sada sadrži jezero Sarez, dugo 55.8 km, koje sadrži 16.074 km3  vode. Voda ne teče preko vrha brane, što bi brzo uzrokovalo njezino erodiranje; već curi iz podnožja brane brzinom koja približno odgovara brzini dotoka, održavajući jezero na relativno konstantnoj razini. Razina se tako diže u prosjeku samo 20 cm godišnje. Protok u prosjeku iznosi oko 45 kubičnih metara u sekundi, s godišnjom varijacijom od 35-80 kubičnih metara u sekundi i rasipa oko 250 megavata.
Geolozi su zabrinuti da bi brana Usoi mogla postati nestabilna tijekom budućih potresa velike magnitude, koji su relativno česti u seizmički aktivnom Pamiru, i mogla bi se srušiti zbog ukapljivanja ili naknadnih klizišta tijekom takvog događaja. Rušenje brane izazvalo bi lokalno katastrofalne poplave. Dolina rijeke Murghab obično je relativno uska i strma. Time bi se usredotočila i održala razorna moć svake poplave dok je prolazila kroz dolinu okruga Murghob .
Zid brane preživio je lokalizirani potres magnitude 7,2, potres u Tadžikistanu 2015., 7. prosinca 2015., bez vidljivih znakova propadanja.

## Vanjske poveznice
|  | Zajednički poslužitelj ima još gradiva o temi Brana Usoi |